# Atylotus loewianus
Atylotus loewianus es una especie de mosca del género Atylotus, de la familia Tabanidae, orden Diptera.

## Distribución
Se distribuye por África: Etiopía y Kenia.

## Taxonomía
Fue descrita por Villeneuve en 1920.